# 永定门内大街
39°52′32″N 116°24′01″E / 39.8755362°N 116.4003524°E
永定门内大街是位于北京市东城区西南部的一条大街。

## 简介
永定门内大街北起天坛公园西门，与北侧的天桥南大街、西侧的南纬路连接，南至北京南二环永定门桥。该大街因其南端的永定门而得名。永定门于1957年拆除，其原址位于永定门内大街南端，南护城河北侧，坐北朝南。
永定门内大街元朝时为元大都丽正门外的官道。永定门建成以后，门内的旧道称“永定门内大街”。民国17年（1928年）改称“永定门内大街”。1965年北京市整顿地名时，将光明里、木料市、皮带市并入该大街，并对其进行展宽。该大街两侧有天坛公园，北京先农坛体育场，天桥百货商场，人民卫生出版社，北京天坛医院，首都医科大学附属北京口腔医院等。
2003年，永定门内大街进行了大规模改造，拆除了大街两侧房屋，其中包括北京国安足球队球迷经常聚集的“球迷餐厅”。永定门内大街由原来位于北京中轴线上改为分别沿天坛西坛墙和先农坛东坛墙的两条道路，中间则改为永定门公园。原有的南二环永定门桥被废弃，改在其东西两侧50米处，新建两座跨河立交桥，形成新的永定门桥。在此次改造中，对于拆迁区域内的佑圣寺进行迁建，保留观音寺，两座寺院均位于永定门公园内；天坛西门入口处的值房也获得保留。天坛西坛墙复建工程于2003年7月10日正式启动，此后又进行了先农坛东坛墙复建工程。永定门城楼复建工程于2003年启动，2005年中华人民共和国国庆节前完工。复建的永定门城楼位于永定门公园南端，永定门桥东、西两座桥之间。